# Greta Khndzrtsyan
Greta Khndzrtsyan (ur. 20 lutego 1986 roku) – armeńska lekkoatletka niepełnosprawna specjalizująca się w podnoszeniu ciężarów oraz narciarstwie. 

## Życiorys

### Niepełnosprawność
Została ranna podczas krajowego trzęsienia ziemi w 1988 roku, w wyniku którego straciła rodziców oraz obie nogi do kolan. 

### Paraolimpiady
W 2006 roku została jedną z dwóch reprezentantek Armenii na zimowe igrzyska paraolimpijskie. Uczestniczyła w slalomie gigancie, który ukończyła na 11. pozycji z czasem 3: 43.29.
W 2012 roku została wybrana jako część kobiecej ekipy Armenii do wzięcia udziału w paraolimpiadzie w 2012 roku. Wzięła wtedy udział w podnoszeniu ciężarów leżąc. 
Cztery lata później, w 2016 roku, także uczestniczyła w podnoszeniu ciężarów. Była wtedy chorążym reprezentacji. Podniosła wtedy 94 kg. 